# Anyphaena
Anyphaena Sundevall, 1833 é um género de aranhas pertencentes a família Anyphaenidae. O género apresenta a sua maior diversidade na América do Norte e na região do leste europeu e Médio Oriente.

## Espécies
- Anyphaena accentuata (Walckenaer, 1802) — da Europa à Ásia Central 
  - Anyphaena accentuata obscura (Sundevall, 1831) — Europa Central
- Anyphaena alachua Platnick, 1974 — USA
- Anyphaena alamos Platnick & Lau, 1975 — México
- Anyphaena alboirrorata Simon, 1878 — Portugal, França, Espanha
- Anyphaena andina Chamberlin, 1916 — Peru
- Anyphaena aperta (Banks, 1921) — USA, Canadá
- Anyphaena arbida Platnick, 1974 — USA
- Anyphaena autumna Platnick, 1974 — USA
- Anyphaena ayshides Yaginuma, 1958 — Japan
- Anyphaena banksi Strand, 1906 — USA
- Anyphaena bermudensis Sierwald, 1988 — Bermuda
- Anyphaena bispinosa Bryant, 1940 — Cuba
- Anyphaena bivalva Zhang & Song, 2004 — China
- Anyphaena bromelicola Platnick, 1977 — México
- Anyphaena bryantae Roewer, 1951 — Cuba
- Anyphaena californica (Banks, 1904) — USA
- Anyphaena catalina Platnick, 1974 — USA, México
- Anyphaena celer (Hentz, 1847) — USA, Canadá
- Anyphaena cielo Platnick & Lau, 1975 — México
- Anyphaena cochise Platnick, 1974 — USA
- Anyphaena cortes Platnick & Lau, 1975 — México
- Anyphaena crebrispina Chamberlin, 1919 — USA
- Anyphaena cumbre Platnick & Lau, 1975 — México
- Anyphaena darlingtoni Bryant, 1940 — Cuba
- Anyphaena decora Bryant, 1942 — Puerto Rico
- Anyphaena diversa Bryant, 1936 — Cuba
- Anyphaena dixiana (Chamberlin & Woodbury, 1929) — USA
- Anyphaena dominicana Roewer, 1951 — Hispaniola
- Anyphaena encino Platnick & Lau, 1975 — México
- Anyphaena felipe Platnick & Lau, 1975 — México
- Anyphaena fraterna (Banks, 1896) — USA
- Anyphaena furcatella Banks, 1914 — Costa Rica
- Anyphaena furva Miller, 1967 — Alemanha, República Checa, Eslováquia
- Anyphaena gertschi Platnick, 1974 — USA
- Anyphaena gibba O. P.-Cambridge, 1896 — México
- Anyphaena gibboides Platnick, 1974 — USA
- Anyphaena gibbosa O. P.-Cambridge, 1896 — México
- Anyphaena hespar Platnick, 1974 — USA, México
- Anyphaena inferens Chamberlin, 1925 — Costa Rica, Panamá

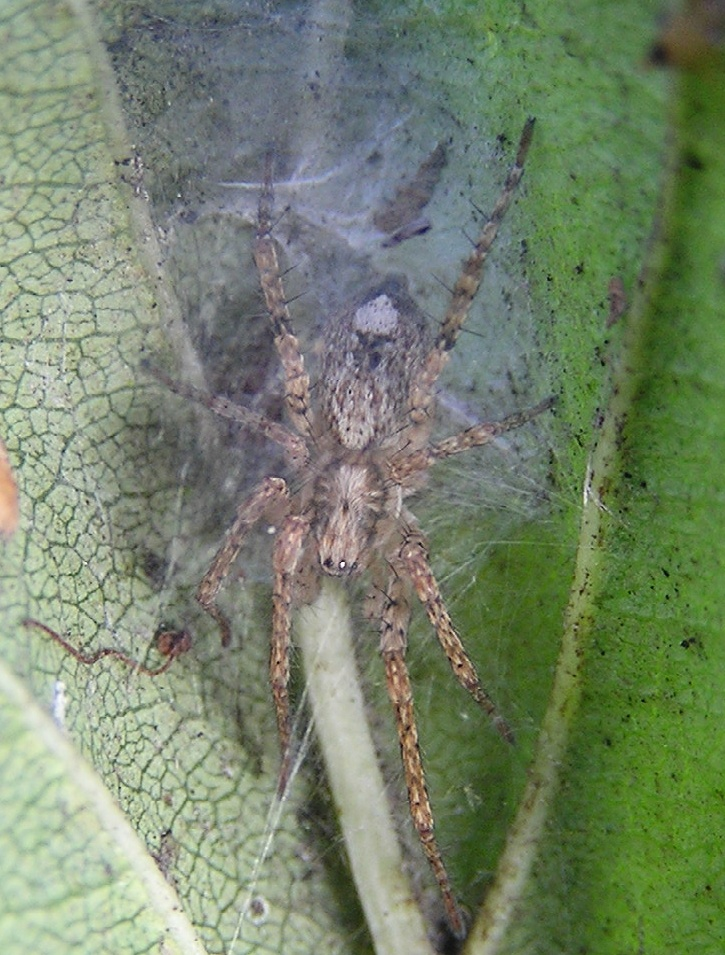
Anyphaena accentuata

- Anyphaena judicata O. P.-Cambridge, 1896 — dos USA à Guatemala
- Anyphaena kurilensis Peelle & Saito, 1932 — Curilhas
- Anyphaena lacka Platnick, 1974 — USA
- Anyphaena leechi Platnick, 1977 — México
- Anyphaena maculata (Banks, 1896) — USA
- Anyphaena marginalis (Banks, 1901) — USA, México
- Anyphaena modesta Bryant, 1948 — Hispaniola
- Anyphaena mogan Song & Chen, 1987 — China
- Anyphaena mollicoma Keyserling, 1879 — Colômbia
- Anyphaena morelia Platnick & Lau, 1975 — México
- Anyphaena nexuosa Chickering, 1940 — Panamá
- Anyphaena numida Simon, 1897 — Portugal, Espanha, França, Argélia
- Anyphaena obregon Platnick & Lau, 1975 — México
- Anyphaena otinapa Platnick & Lau, 1975 — México
- Anyphaena pacifica (Banks, 1896) — USA, Canadá
- Anyphaena pectorosa L. Koch, 1866 — USA, Canadá
- Anyphaena plana F. O. P.-Cambridge, 1900 — Panamá
- Anyphaena pontica Weiss, 1988 — Roménia
- Anyphaena pretiosa Banks, 1914 — Costa Rica
- Anyphaena proba O. P.-Cambridge, 1896 — México
- Anyphaena pugil Karsch, 1879 — Coreia, Japão
- Anyphaena pusilla Bryant, 1948 — Hispaniola
- Anyphaena quadricornuta Kraus, 1955 — El Salvador
- Anyphaena rita Platnick, 1974 — EUA, México
- Anyphaena sabina L. Koch, 1866 — Sul da Europa, Rússia, Geórgia, Azerbaijão
- Anyphaena salto Platnick & Lau, 1975 — México
- Anyphaena scopulata F. O. P.-Cambridge, 1900 — Guatemala
- Anyphaena simoni Becker, 1878 — Mexico
- Anyphaena simplex O. P.-Cambridge, 1894 — México, Costa Rica
- Anyphaena soricina Simon, 1889 — Índia
- Anyphaena subgibba O. P.-Cambridge, 1896 — Guatemala
- Anyphaena syriaca Kulczynski, 1911 — Líbano, Israel
- Anyphaena tancitaro Platnick & Lau, 1975 — México
- Anyphaena tehuacan Platnick & Lau, 1975 — México
- Anyphaena trifida F. O. P.-Cambridge, 1900 — México, Guatemala
- Anyphaena tuberosa F. O. P.-Cambridge, 1900 — Guatemala
- Anyphaena wanlessi Platnick & Lau, 1975 — México
- Anyphaena wuyi Zhang, Zhu & Song, 2005 — China
- Anyphaena xiushanensis Song & Zhu, 1991 — China
- Anyphaena xochimilco Platnick & Lau, 1975 — México